# Айріс Акагоші
Айріс Акагоші (Iris Akahoshi; 14 березня 1929, Чехословаччина — 24 липня 1987, Нью-Йорк) — американська інженерка, учасниця правозахисного руху, домогосподиня. Членкиня нью-йоркської групи «Міжнародної амністії» (англ. Amnesty International Local Group 11).
Народилася у Чехословаччині у німецьких батьків, після чого родина переїхала до США. Провела більшу частину дитинства і юності у Голлівуді, Каліфорнія.
У 1976–1987 роках опікувалась українським політв'язнем Зеновієм Красівським. У 1977–1978 роках, коли його примусово тримали в психіатричній лікарні у Львові, написала йому 30 листів, на які не отримала відповіді, але не зневірилася. На 31-й лист він зміг відповісти. За недовге перебування Красівського на волі підтримувала зв'язок і стала з ним близькими друзями (вони жодного разу не бачились і лише раз говорили телефоном). За словами Красівського, він не знав іншої такої людини, яка так уособлювала б для нього гуманістичні ідеї. Це листування — один із найзворушливіших документів доби радянських репресій.
У 1995 році, після смерті Акагоші та Красівського, друзі з «Міжнародної амністії» підготували книгу їхнього листування українською (упорядники Л. і М. Мариновичі). У листопаді 2013 року також вийшла книга їхнього листування англійською (перекладачка та упорядниця — Анна Процик).
Образ Айріс Акагоші постав у виставі «УБН» Львівського українського академічного театру ім. Заньковецької (2000, режисер Г. Тельнюк).